# Владимировка (Приазовский район)
Влади́мировка (укр. Володимирівка) — село,
Владимировский сельский совет,
Приазовский район,
Запорожская область,
Украина.
Код КОАТУУ — 2324581801. Население по переписи 2001 года составляло 611 человек.
Является административным центром Владимировского сельского совета, в который не входят другие населённые пункты.

## Географическое положение
Село Владимировка находится на правом берегу реки Корсак, в месте впадения в неё реки Апанлы,
ниже по течению на расстоянии в 1,5 км расположено село Бабановка.
Рядом проходит автомобильная дорога М-14 (E 58).

## История
- 1864 год — дата основания на месте ногайского поселения Алшин болгарами из Бессарабии.

## Экономика
- «Агрофирма им. Жукова», ООО.

## Объекты социальной сферы
- Школа І—ІІI ст. Учеников из расположенной неподалёку Дмитровки привозит в школу школьный микроавтобус.[2]
- Детский сад.
- Клуб.
- Фельдшерско-акушерский пункт.